# Polonia en los Juegos Paralímpicos de Londres 2012
Polonia estuvo representada en los Juegos Paralímpicos de Londres 2012 por un total de 99 deportistas, 64 hombres y 35 mujeres.

## Medallistas
El equipo paralímpico polaco obtuvo las siguientes medallas:
| Nombre                                                          | Deporte                    | Evento                             |
| --------------------------------------------------------------- | -------------------------- | ---------------------------------- |
| Oro                                                             |                            |                                    |
| Barbara Niewiedział                                             | Atletismo                  | 1500 m T20 femenino                |
| Katarzyna Piekart                                               | Atletismo                  | Jabalina F46 femenino              |
| Ewa Durska                                                      | Atletismo                  | Peso F20 femenino                  |
| Karolina Kucharczyk                                             | Atletismo                  | Salto de longitud F20 femenino     |
| Mateusz Michalski                                               | Atletismo                  | 200 m T12 masculino                |
| Maciej Lepiato                                                  | Atletismo                  | Salto de altura F46 masculino      |
| Rafał Wilk                                                      | Ciclismo en ruta           | Ruta H3 masculino                  |
| Rafał Wilk                                                      | Ciclismo en ruta           | Contrarreloj H3 masculino          |
| Dariusz Pender                                                  | Esgrima en silla de ruedas | Espada individual A masculino      |
| Grzegorz Pluta                                                  | Esgrima en silla de ruedas | Sable individual B masculino       |
| Joanna Mendak                                                   | Natación                   | 100 m mariposa S12 femenino        |
| Natalia Partyka                                                 | Tenis de mesa              | Individual 10 femenino             |
| Patryk Chojnowski                                               | Tenis de mesa              | Individual 10 masculino            |
| Piotr Grudzień Marcin Skrzynecki                                | Tenis de mesa              | Equipo 6-8 masculino               |
| Plata                                                           |                            |                                    |
| Alicja Fiodorow                                                 | Atletismo                  | 200 m T46 femenino                 |
| Arleta Meloch                                                   | Atletismo                  | 1500 m T20 femenino                |
| Mateusz Michalski                                               | Atletismo                  | 100 m T12 masculino                |
| Daniel Pek                                                      | Atletismo                  | 1500 m T20 masculino               |
| Karol Kozuń                                                     | Atletismo                  | Peso F54-56 masculino              |
| Janusz Rokicki                                                  | Atletismo                  | Peso F57/58 masculino              |
| Mariusz Sobczak                                                 | Atletismo                  | Salto de longitud F36 masculino    |
| Anna Harkowska                                                  | Ciclismo en pista          | Persecución individual C5 femenino |
| Anna Harkowska                                                  | Ciclismo en ruta           | Ruta C4-5 femenino                 |
| Anna Harkowska                                                  | Ciclismo en ruta           | Contrarreloj C5 femenino           |
| Krzysztof Kosikowski                                            | Ciclismo en ruta           | Ruta B masculino                   |
| Oliwia Jabłońska                                                | Natación                   | 100 m mariposa S10 femenino        |
| Patryk Chojnowski Sebastian Powrozniak                          | Tenis de mesa              | Equipo 9-10 masculino              |
| Bronce                                                          |                            |                                    |
| Alicja Fiodorow                                                 | Atletismo                  | 400 m T46 femenino                 |
| Rafał Korc                                                      | Atletismo                  | 1500 m T20 masculino               |
| Tomasz Blatkiewicz                                              | Atletismo                  | Disco F37/38 masculino             |
| Tomasz Rębisz                                                   | Atletismo                  | Peso F46 masculino                 |
| Łukasz Mamczarz                                                 | Atletismo                  | Salto de altura F42 masculino      |
| Marta Makowska                                                  | Esgrima en silla de ruedas | Florete individual B femenino      |
| Paulina Woźniak                                                 | Natación                   | 100 m braza SB8 femenino           |
| Alicja Eigner Małgorzata Jankowska Natalia Partyka Karolina Pęk | Tenis de mesa              | Equipo 6-10 femenino               |
| Milena Olszewska                                                | Tiro con arco              | Recurvo individual de pie femenino |